# Златният петел
Златният петел (на испански: El gallo de oro) е мексикански драматичен уеб сериал, режисиран от Салвадор Картас и продуциран от W Studios за ТелевисаУнивисион през 2023 г. Версията, разработена от Лина Урибе, Дарио Ванегас и Даниела Рихер, е базирана на едноименната новела от 1980 г. на Хуан Рулфо.
В главните роли са Лусеро, Хосе Рон и Плутарко Аса.

## Сюжет
Действието се развива в Мексико през 40-те години на миналия век. Историята проследява Дионисио Пинсон, срамежлив селски викач, чиято страст са боевете с петли, който се влюбва в Бернарда, известна като Ла Капонера, чувствена и импулсивна жена, която изкарва прехраната си, пътувайки из градовете на Мексико, пеейки по панаири. Срещата между Дионисио и Бернарда променя съдбата им завинаги.

## Актьори
- Лусеро – Бернарда Кутиньо "Ла Капонера"
- Хосе Рон – Дионисио Пинсон
- Плутарко Аса – Лоренсо Бенавидес
- Алехандро Авила – Секундино
- Луис Фелипе Товар
- Адриана Уилямс – Хустина
- Мария Аура – Луча Падиля
- Аксел Алкантара
- Роберта де ла Портия
- Пабло Абития
- Сантяго Колорес – Ремихио
- Алберто Естрея – Дон Лукас

## Премиера
Премиерата на „Златният петел“ е на 20 октомври 2023 г. по стрийминг платформата Vix.

## Продукция
На 14 февруари 2023 г. е обявено, че сериалът е започнал производството, като Лусеро, Хосе Рон и Плутарко Аса са потвърдени за главните роли. Снимките приключват през юни 2023 г.